# Holt (Troms)
Pour les articles homonymes, voir Holt.
Holt est une localité du comté de Troms, en Norvège.

## Géographie
Administrativement, Holt fait partie de la kommune de Målselv.